# Edward Heffron
Edward James "Babe" Heffron (16 de mayo de 1923 - 1 de diciembre de 2013) fue soldado raso de la Compañía E, 2.° Batallón, 506 ° Regimiento de Infantería de Paracaidistas, en la 101 División Aerotransportada del Ejército de los Estados Unidos durante la Segunda Guerra Mundial . Heffron fue interpretado en la miniserie de HBO Band of Brothers por Robin Laing. Heffron escribió Brothers in Battle, Best of Friends: Two WWII paracaidistas de la Original Band of Brothers cuentan su historia con su compañero veterano William "Wild Bill" Guarnere y el periodista Robyn Post en 2007.

## Biografía
Edward James Heffron : 8  nació en el sur de Filadelfia, Pensilvania en 1923,  : 87  el tercero de cinco hijos de Joseph (un guardia de prisión) y Anne. La familia era católica irlandesa y asistía a Misa todos los domingos y Heffron y sus hermanos asistían a la Escuela Católica del Sagrado Corazón.  : 8–9  Asistió a la escuela secundaria South Philadelphia High School, pero tuvo que abandonarla para ganar dinero durante la Gran Depresión .  : 11–12 
Comenzó a trabajar en New York Shipbuilding en Camden, Nueva Jersey, puliendo con chorro de arena los cruceros en preparación para convertirlos en portaaviones ligeros. Debido a su trabajo, tenía una exención 2B del servicio militar, pero no la usó, ya que quería unirse, junto con su amigo Anthony Cianfrani, a los paracaidistas. : 13–14  Cuando era adolescente, había desarrollado una afección médica intermitente en la que sus manos y dedos se doblaban hacia abajo y se bloqueaban, causando un dolor intenso (posiblemente, el comienzo de la contractura de Dupuytren), pero esto nunca se mencionó a nadie porque quería seguir jugando fútbol en la escuela. Ya fuera la exención o la condición médica, le habrían permitido permanecer en Estados Unidos, pero se negó a quedarse en casa cuando sus hermanos (José, Santiago y Juan), amigos y vecinos estaban cumpliendo con su deber.  : 10–11, 14  Heffron se alistó el 7 de noviembre de 1942 en su ciudad natal.
Como miembro de reemplazo de la Compañía E, Heffron luchó y demostró su valía en varias batallas importantes, incluida la Operación Market Garden en los Países Bajos y la Batalla de las Ardenas en Bastogne, Bélgica. Durante la Batalla de las Ardenas, se desempeñó como ametrallador y fue galardonado con la Estrella de Bronce. Ayudó a liberar el campo de concentración de Kaufering en Landsberg, Alemania, y en la toma del Nido del Águila de Hitler (Kehlsteinhaus).
Mientras estaba en la escuela de salto, Heffron hizo un pacto con sus dos mejores amigos, John T. "Johnny" Julian y J. D. Henderson, de que, si algo le sucedía a uno de ellos, los demás recogerían las pertenencias personales de esa persona y se las devolverían a la familia de esa persona., al mismo tiempo que se aseguraron de que se pusieran en contacto con la familia y cumplieran cualquier otra solicitud individual. Henderson fue herido en Veghel y regresó a los EE UU. : 51, 57, 124 
Julian se convirtió en el mejor amigo de Heffron durante el tiempo que compartieron en combate en el frente. El 1 de enero de 1945, Heffron estaba en su trinchera manejando su ametralladora cuando escuchó al sargento Johnny Martin gritar que Julian había sido alcanzado. Dejó su posición e intentó llegar hasta Julian, pero el fuego enemigo impidió cualquier acercamiento. Cada vez que intentaba hacer algo por Julian, los alemanes abrían fuego, haciendo retroceder a Heffron y a sus compañeros soldados. Más tarde, el escuadrón en el que estaba Julian repelió a los alemanes y trajo su cuerpo, pero Heffron no se atrevió a mirar el cadáver de su amigo. : 180–181 
A partir de entonces, Heffron sostuvo que siempre odió el día de Año Nuevo, con su recordatorio del aniversario de la muerte de su amigo "Johnny" Julian; también a partir de entonces siempre sintió una aversión similar con respecto al día de Navidad, con su recordatorio del aniversario de sus experiencias de la Batalla de las Ardenas en Bastogne. Pasaron doce años después de que terminó la guerra antes de que Heffron pudiera decidirse a llamar a la madre de Julian, honrando el pacto que él y sus amigos habían hecho en la escuela de salto. : 237–238 
A principios de mayo de 1945, después de la penúltima operación de la Compañía E, la captura del Nido del Águila, Heffron estaba de guardia en una encrucijada cerca de Berchtesgaden cuando el general alemán Theodor Tolsdorff, comandante del LXXXII Cuerpo, llegó por la carretera dirigiendo 31 vehículos (cargados principalmente con la propiedad personal del General). El general le dijo a Heffron que deseaba rendirse, pero solo a un oficial, no a un alistado. El oficial que finalmente aceptó la rendición fue el teniente Carwood Lipton. : 267–268 
Después de la guerra, Heffron empezó a trabajar para Publicker Industries, que operaba una planta de destilería de whisky en 3223 South Delaware Avenue en Filadelfia. Sus hermanos trabajaban en la planta de Publicker en Snyder Avenue, también en el sur de Filadelfia. En 1966, después de haber sido empleado por Publicker durante 20 años, trasladó su operación de Filadelfia a Linfield, Pensilvania; Heffron no se trasladó con la empresa y pasó los siguientes 27 años trabajando en la zona ribereña de Filadelfia, revisando la carga y la oficina. : 223 
Heffron y Guarnere siguieron siendo amigos de toda la vida después de regresar a casa. Guarnere fue el padrino de boda de Heffron en la boda de este último en 1954. También fue el padrino de Patricia, la hija de Heffron.
En la miniserie Band of Brothers, Heffron fue interpretado por el actor escocés Robin Laing. Heffron aparece como él mismo al final del episodio diez, hablando sobre la Compañía, y también hace un breve cameo en el cuarto episodio, como un hombre no identificado sentado en una mesa en Eindhoven y agitando una pequeña bandera, mientras que el sargento Floyd Talbert es visto besando a una mujer holandesa. : 267 
Heffron escribió Brothers in Battle, Best of Friends: Two WWII Paratroopers from the Original Band of Brothers Tell Their Story con su compañero veterano William "Wild Bill" Guarnere y el periodista Robyn Post en 2007, describiendo las actividades de E Company 1942-1945.
A pesar de no haberse graduado nunca de la escuela secundaria, Heffron fue nombrado graduado honorario de West Point High School en West Point, VA en 2013.
Durante muchos años, Heffron tuvo problemas para celebrar la Navidad debido a los amigos que había perdido durante la dura lucha en la época navideña de 1944. Hacia el final de su vida, Heffron expresó su preocupación por el hecho de que se estuviera muriendo tan cerca de la Navidad porque no quería arruinar las vacaciones a sus amigos y familiares. [[cita requerida]
Heffron murió el 1 de diciembre de 2013 en el Hospital Kennedy en Stratford, Nueva Jersey; le sobrevivieron su esposa Dolores y su hija Patricia.
El 17 de septiembre de 2015, el 71.er aniversario de la Operación Market Garden, se inauguró una estatua a semejanza de Heffron en su antiguo barrio en el sur de Filadelfia. Ubicada cerca de las calles 2nd y Reed, la estatua de 5' 7"  incluye una placa que detalla la carrera militar de Heffron, así como un corazón de bronce que contiene una parte de las cenizas de él y de su esposa.